# Campionato italiano di pallamano maschile U20 2016-2017
Il Campionato italiano U20 2016-2017 è stato la nona edizione del campionato Under 21 di pallamano maschile.
Il San Giorgio Molteno ha vinto per la prima volta nella sua storia il titolo in finale contro la Pallamano Pressano.

## Formula

### Prima fase
Le squadre partecipanti disputano gironi all'italiana su base interregionale. Al termine della prima fase, le squadre classificatesi al primo posto sono qualificate alla fase finale. 
A raggiungere le squadre qualificate saranno anche squadre che accederanno grazie ad una wild card assegnata dalla Federazione.

### Fase Finale
Le squadre partecipanti alla fase finale sono state sorteggiate in tre gironi, uno da quattro squadre e due da cinque squadre. Al termine delle gare, le squadre prime classificate di ogni girone più la miglior seconda accedono alle semifinali.

## Fase finale

### Squadre partecipanti
| Squadra                   | Città                      |
| ------------------------- | -------------------------- |
| Bologna United            | Bologna                    |
| Chiaravalle               | Chiaravalle (AN)           |
| Cingoli                   | Cingoli (MC)               |
| Emmeti                    | Mestrino (PD)              |
| Faenza 1983               | Faenza (RA)                |
| Fondi                     | Fondi (LT)                 |
| Oderzo                    | Oderzo (TV)                |
| Malo                      | Malo (VI)                  |
| Black Devils              | Merano (BZ)                |
| Noci                      | Noci (BA)                  |
| Parma                     | Parma                      |
| Pressano                  | Lavis (TN)                 |
| Romagna                   | Imola (BO)                 |
| Molteno                   | Molteno (LC)               |
| Template:Pallamano Savena | San Lazzaro di Savena (BO) |
| Spezia                    | La Spezia                  |
| Verdeazzurro              | Sassari                    |
| Valentino Ferrara         | Benevento                  |

### Girone A

#### Risultati
| Squadra 1                 | Squadra 2                 | Risultato |
| ------------------------- | ------------------------- | --------- |
| Fondi                     | Emmeti                    |           |
| Fondi                     | Emmeti                    | 22 – 35   |
| Molteno                   | Template:Pallamano Savena |           |
| Molteno                   | Template:Pallamano Savena | 35 – 16   |
| Template:Pallamano Savena | Fondi                     |           |
| Template:Pallamano Savena | Fondi                     | 33 – 34   |
| Emmeti                    | Molteno                   |           |
| Emmeti                    | Molteno                   | 21 – 26   |
| Fondi                     | Molteno                   |           |
| Fondi                     | Molteno                   | 15 – 37   |
| Emmeti                    | Template:Pallamano Savena |           |
| Emmeti                    | Template:Pallamano Savena | 31 – 16   |

#### Classifica
|  | Pos. | Squadra                   | Pt | G | V | N | S | GF | GS  | D   | Note       |
|  | ---- | ------------------------- | -- | - | - | - | - | -- | --- | --- | ---------- |
|  | 1.   | Molteno                   | 6  | 3 | 3 | 0 | 0 | 98 | 52  | +46 | Semifinali |
|  | 2.   | Emmeti                    | 4  | 3 | 2 | 0 | 1 | 87 | 64  | +23 |            |
|  | 3.   | Fondi                     | 2  | 3 | 1 | 0 | 2 | 71 | 105 | -34 |            |
|  | 4.   | Template:Pallamano Savena | 0  | 3 | 0 | 0 | 3 | 65 | 100 | -35 |            |

### Girone B

#### Risultati
| Squadra 1      | Squadra 2      | Risultato |
| -------------- | -------------- | --------- |
| Black Devils   | Parma          |           |
| Black Devils   | Parma          | 29 – 19   |
| Pressano       | Bologna United |           |
| Pressano       | Bologna United | 34 – 26   |
| Malo           | Black Devils   |           |
| Malo           | Black Devils   | 25 – 30   |
| Parma          | Pressano       |           |
| Parma          | Pressano       | 19 – 31   |
| Pressano       | Malo           |           |
| Pressano       | Malo           | 27 – 23   |
| Bologna United | Parma          |           |
| Bologna United | Parma          | 32 – 20   |
| Black Devils   | Pressano       |           |
| Black Devils   | Pressano       | 26 – 24   |
| Malo           | Bologna United |           |
| Malo           | Bologna United | 14 – 27   |
| Parma          | Malo           |           |
| Parma          | Malo           | 26 – 22   |
| Bologna United | Black Devils   |           |
| Bologna United | Black Devils   | 22 – 20   |

#### Classifica
|  | Pos. | Squadra        | Pt | G | V | N | S | GF  | GS  | D   | Note       |
|  | ---- | -------------- | -- | - | - | - | - | --- | --- | --- | ---------- |
|  | 1.   | Pressano       | 6  | 4 | 3 | 0 | 1 | 116 | 94  | +22 | Semifinali |
|  | 2.   | Bologna United | 6  | 4 | 3 | 0 | 1 | 107 | 88  | +19 |            |
|  | 3.   | Black Devils   | 6  | 4 | 3 | 0 | 1 | 105 | 90  | +15 |            |
|  | 4.   | Parma          | 2  | 4 | 1 | 0 | 3 | 84  | 114 | -30 |            |
|  | 5.   | Malo           | 0  | 4 | 0 | 0 | 4 | 84  | 110 | -26 |            |

### Girone C

#### Risultati
| Squadra 1         | Squadra 2         | Risultato |
| ----------------- | ----------------- | --------- |
| Valentino Ferrara | Chiaravalle       |           |
| Valentino Ferrara | Chiaravalle       | 36 – 15   |
| Verdeazzurro      | Spezia            |           |
| Verdeazzurro      | Spezia            | 38 – 19   |
| Faenza 1983       | Verdeazzurro      |           |
| Faenza 1983       | Verdeazzurro      | 26 – 26   |
| Spezia            | Valentino Ferrara |           |
| Spezia            | Valentino Ferrara | 14 – 45   |
| Chiaravalle       | Spezia            |           |
| Chiaravalle       | Spezia            | 24 – 21   |
| Valentino Ferrara | Faenza 1983       |           |
| Valentino Ferrara | Faenza 1983       | 25 – 23   |
| Verdeazzurro      | Valentino Ferrara |           |
| Verdeazzurro      | Valentino Ferrara | 37 – 31   |
| Faenza 1983       | Chiaravalle       |           |
| Faenza 1983       | Chiaravalle       | 29 – 25   |
| Spezia            | Faenza 1983       |           |
| Spezia            | Faenza 1983       | 20 – 26   |
| Chiaravalle       | Verdeazzurro      |           |
| Chiaravalle       | Verdeazzurro      | 20 – 24   |

#### Classifica
|  | Pos. | Squadra           | Pt | G | V | N | S | GF  | GS  | D   | Note       |
|  | ---- | ----------------- | -- | - | - | - | - | --- | --- | --- | ---------- |
|  | 1.   | Verdeazzurro      | 7  | 4 | 3 | 1 | 0 | 125 | 96  | +29 | Semifinali |
|  | 2.   | Valentino Ferrara | 6  | 4 | 3 | 0 | 1 | 137 | 89  | +46 | Semifinali |
|  | 3.   | Faenza 1983       | 5  | 4 | 2 | 1 | 1 | 104 | 96  | +8  |            |
|  | 4.   | Chiaravalle       | 2  | 4 | 1 | 0 | 3 | 84  | 110 | -26 |            |
|  | 5.   | Spezia            | 0  | 4 | 0 | 0 | 4 | 74  | 133 | -59 |            |

### Semifinali
| Squadra 1         | Squadra 2    | Risultato |
| ----------------- | ------------ | --------- |
| Valentino Ferrara | Pressano     |           |
| Valentino Ferrara | Pressano     | 18 - 30   |
| Molteno           | Verdeazzurro |           |
| Molteno           | Verdeazzurro | 29 – 23   |

### Finale 3º posto
| Squadra 1         | Squadra 2    | Risultato |
| ----------------- | ------------ | --------- |
| Valentino Ferrara | Verdeazzurro |           |
| Valentino Ferrara | Verdeazzurro | 33 – 22   |

### Finale
| Squadra 1 | Squadra 2 | Risultato |
| --------- | --------- | --------- |
| Pressano  | Molteno   |           |
| Pressano  | Molteno   | 27 - 28   |